# پیمان اسلو

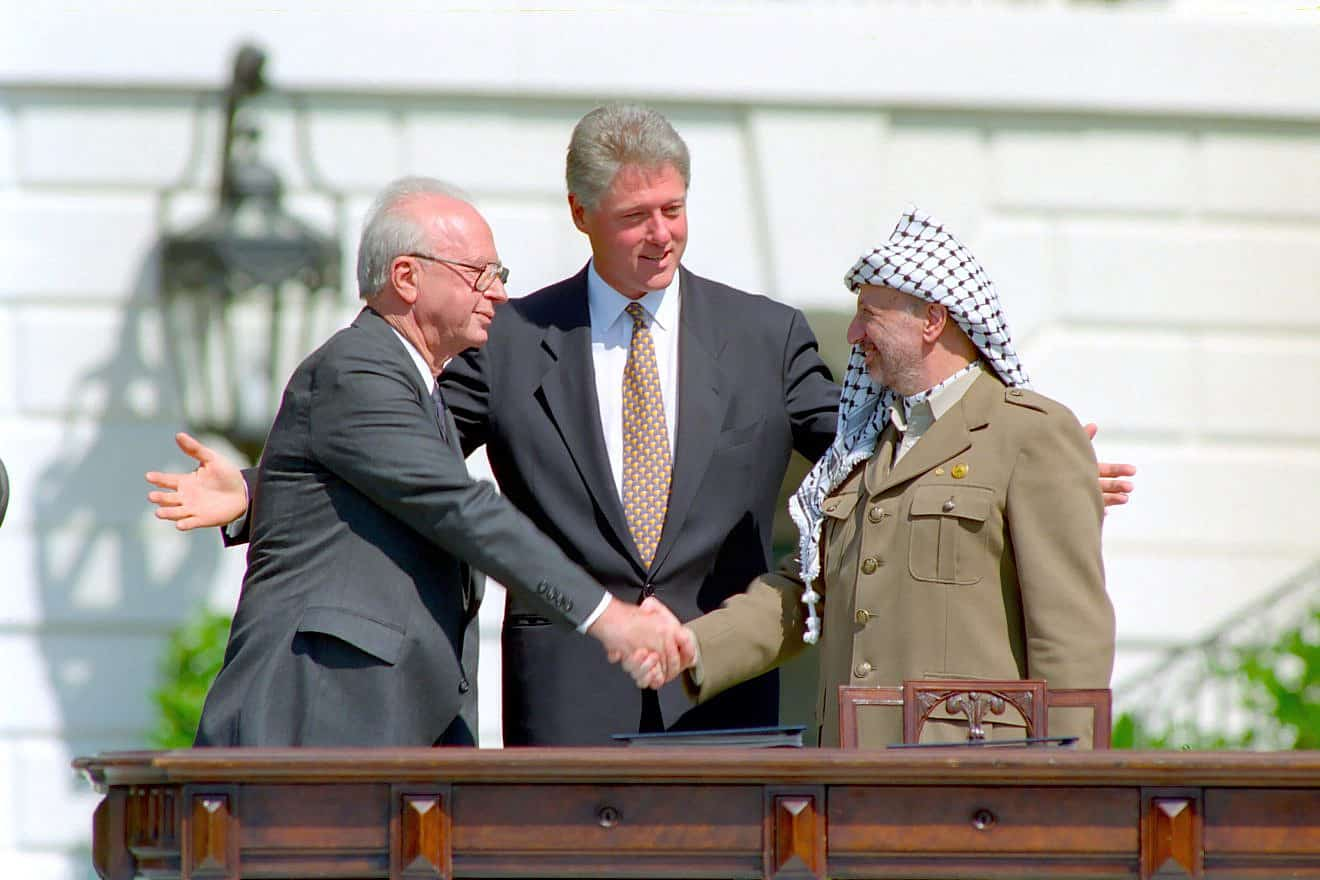
یاسر عرفات، اسحاق رابین و بیل کلینتون در مراسم امضای پیمان اسلو

پیمان اسلو با نام رسمی بیانیه اعلام اصول اولویت‌های موقت دولت خودگردان (به عربی: إعلان المبادئ حول ترتيبات الحكم الذاتي الإنتقالي)، نخستین موافقتنامه بین حکومت اسرائیل و سازمان آزادیبخش فلسطین (ساف) بود که در سال ۱۹۹۳ به امضای دو طرف رسید. پیمان اسلو تلاشی برای تعیین یک چارچوب مشخص بود که به حل‌وفصل کامل منازعه اسرائیل و فلسطین بینجامد.
مذاکراتی که منجر به امضای این پیمان شد به‌طور مخفیانه در اسلو، پایتخت نروژ انجام شده و در ۲۰ اوت ۱۹۹۳ به پایان رسید و این پیمان به‌طور رسمی در ۱۳ سپتامبر ۹۳ در واشینگتن دی‌سی با حضور یاسر عرفات، اسحاق رابین و بیل کلینتون به امضا رسید.
این پیمان تشکیل تشکیلات خودگردان فلسطین را به عنوان یک نهاد اداری موقت مقرر کرد. قرار بر این بود که پیمان اسلو فقط برای یک دوره پنج ساله اعتبار داشته باشد و سپس جای خود را به یک توافق دائمی بدهد. مسائلی چون وضعیت اورشلیم (بیت‌المقدس)، آوارگان فلسطینی، شهرک‌های اسرائیلی، مسائل امنیتی و تعیین مرزها بایستی در توافق دائمی حل‌وفصل می‌شدند.
ساف در پیمان اسلو دولت اسرائیل را به رسمیت شناخته و کاربرد خشونت را محکوم کرد. اسرائیل نیز ساف را به عنوان نماینده قانونی مردم فلسطینی به رسمیت شناخت و یاسر عرفات اجازه یافت تا به فلسطین بازگردد.
امضای این پیمان موجب شد تا جایزه صلح نوبل ۱۹۹۴ به‌طور مشترک به یاسر عرفات، اسحاق رابین و شیمون پرز تعلق گیرد.
در سال ۱۹۹۵ پیمان دیگری با نام «موافقتنامه موقت در مورد کرانه باختری و نواز غزه» معروف به پیمان اسلو ۲ به امضای دو طرف رسید. این دو پیمان با نام پیمان‌های اسلو شناخته می‌شوند.